# Marjon de Hoon-Veelenturf
M.H.M.R. (Marjon) de Hoon-Veelenturf (Princenhage, 28 april 1961) is een Nederlands bestuurster en CDA-politica. Sinds 1 juni 2015 is zij burgemeester van Baarle-Nassau.

## Biografie
De Hoon is geboren en getogen aan de Haagsemarkt in Princenhage waar haar vader winkelier was. Ze volgde een hbo-opleiding ergotherapie aan de Zuyd Hogeschool te Heerlen. Ze bekleedde diverse management- en adviesfuncties in de gezondheidszorg, bij onder andere het Amphia Ziekenhuis in Breda.
De Hoon was van 2006 tot 2010 lid van de gemeenteraad van Zundert en CDA-fractievoorzitter en van 2010 tot 2015 wethouder en 1e locoburgemeester in die gemeente. Ze was toen woonachtig in Rijsbergen. Sinds 1 juni 2015 is zij burgemeester van Baarle-Nassau en woonachtig in Baarle. Ze is getrouwd en heeft drie zonen. 